# Bilagstegn
Bilagstegn. Et symbol i brev som angiver, der er vedlagt bilag. Skrives ofte som ./. i venstre margin
Eksempel:
./. Vi vedlægger bilag, hvor du kan læse mere om det.

Man kunne fx også skrive 3/. eller ./3 , som betyder, at der var vedlagt 3 bilag.
På computeren er det i dag besværligt at få placeret dette tegn, hvorfor man ofte i stedet blot skriver "bilag" i teksten.
Tegnet, eller symbolet, ./. er en såkaldt pisk. Det har sin oprindelse i tegnet .|. der siden 1600-tallet betød division. I medicinske sammenhænge kan dette tegn også betyde, at en patient har haft afføring (!)
Indenfor handelen kan tegnet ./. (eller som vi kender det i Danmark ÷) også betyde minus eller 'med fradrag af'.
Tegnet har et vist slægtskab med :|: som indenfor musikken betyder 'gentagelse'.
I unicode findes tegnet ⁒ som U+2052 Commercial minus sign, som kan oversættes til kommercielt minustegn.